# 维什
维什（法語：Vich）是瑞士联邦西部法语区的沃州下设的一个镇。在行政上属于尼永区管辖。维什的总面积为1.56平方公里。截至2010年底，总人口为772。

## 地理
维什位于莱芒湖西北，所辖地域狭长，瑟里讷河从北境穿过，然后作为西界向东南流淌。